# 28591 Racheldilger
28591 Racheldilger este o planetă minoră (asteroid) din centura de asteroizi. A fost descoperită pe 11 martie 2000 la Stația Anderson Mesa de Lowell Observatory Near-Earth-Object Search. 
Obiectul prezintă o orbită caracterizată de o semiaxă mare de 2,3794419 UAi, o excentricitate de 0,19, o înclinație de 2,5508 ° în raport cu ecliptica.